# Аль-Харірі
Абу́ Муха́ммед аль-Ка́сім ібн Алі́ аль-Басрі́ аль-Харірі́ (араб. محمد القاسم بن علي بن محمد بن عثمان الحريري (* 1054, Басра — † 10 вересня 1122) — арабський письменник, поет і філолог. Син багатого торговця шовком, землевласника. Отримав гарну освіту, рано почав писати.
Знавець арабської класичної мови і чудовий поет. У своїх філологічних трактатах («Перлина водолаза …» тощо) виступав проти вживання літераторами слів і грамматичних форм, характерних для розмовної мови. Аль-Харірі належать також диван віршів і збірка послань. Відомі послання «синія» і «шинія», майстерно складені зі слів, кожне з яких включає літери «сін» і «шін». Популярність принесли аль-Харірі його п'ятдесят макама (maqāmā) — коротких шахрайський новел, написаних римованою прозою (садж) зі вставними віршами і об'єднаних в збірник «Макамат» (Maqāmāt — множина від maqāmā).
Найбільш відомий аль-Харірі, як автор циклу макам, що протягом століть вважалися взірцем художньої досконалості. Написані макама були на замовлення невідомої особи, що була наділена владою. Вважається, що це або правитель Басри, або один з візирів халіфа аль-Мустаршіда — Анушірван ібн Халід або Ібн Садака, — або халіф аль-Мустазхір. У своїх макама аль-Харірі змалював яскраві картини життя Арабського халіфату періоду занепаду. Головний герой — Абу Зейд ас-Серуджі, спритний шахрай, що знаходить вихід з будь-якої ситуації. Для мови макам характерно багатство алітерацій, гра слів, велика кількість рідкісних висловів і прислів'їв. Герой макама — освічений, дотепний і спритний авантюрист Абу Зейд, що обертається у всіх шарах суспільства. В макама змальовані яскраві реалістичні картини життя арабського халіфату періоду занепаду. Абу Зейд змушений обманом добувати собі засоби до існування, але він виступає з критикою суспільства, стає на захист несправедливо скривджених. Кожна історія, в «Макамат», містить певну мораль.

## Переклади
- Абу Мухамед Аль-Касим Аль-Харири. Макамы. — М.: Наука, 1978.